# Воронина, Зинаида Борисовна
Зинаи́да Бори́совна Воро́нина (Дружинина; 10 декабря 1947, г. Йошкар-Ола, Марийская АССР, СССР — 17 марта 2001, г. Балашиха, Московская область, СССР) — советская гимнастка, олимпийская чемпионка 1968, чемпионка мира, заслуженный мастер спорта СССР.

## Биография
Родилась в Йошкар-Оле. Училась в школе № 1. Там её и заметила Антонина Михайловна Левшевич, ставшая первым тренером Зины Дружининой по гимнастике. В 1965 году Зинаида переехала в Москву, где вошла в состав «Динамо». После этого с ней стал работать тренер Владимир Шелковников.
На Олимпиаде 1968 года в Мехико завоевала четыре медали, в том числе золото в командном первенстве.
Зинаида Воронина являлась супругой олимпийского чемпиона Михаила Воронина. От него в 1969 году родила сына Дмитрия. Спустя всего 2 года супруги развелись. С тех пор Воронину всё чаще замечали в пристрастии к алкоголю. Она совсем забросила тренировки. Перед Московской Олимпиадой её признали «асоциальным элементом» и выселили за 101-й километр. Двухлетний сын остался жить с отцом. С 1986 по 1992 год Воронина работала на Балашихинском литейно-механическом заводе земледелом. Жила на «13 линии», недалеко от Салтыковки.
Похоронена на Туруновском кладбище в Йошкар-Оле. Именем Зинаиды Ворониной названа Специализированная детско-юношеская гимнастическая школа олимпийского резерва города Йошкар-Ола.

## Спортивные достижения
Олимпийские игры
| Год  | Абсолютное | Командное | Опорный прыжок | Брусья | Бревно | Вольные упражнения |
| ---- | ---------- | --------- | -------------- | ------ | ------ | ------------------ |
| 1968 | 2          | 1         | 3              | 3      | 15     | 4                  |

Выступления на чемпионатах мира и Европы и первенствах СССР:
| Год  | Первенство       | Абсолютное | Командное | Опорный прыжок | Брусья | Бревно | Вольные упражнения |
| ---- | ---------------- | ---------- | --------- | -------------- | ------ | ------ | ------------------ |
| 1966 | Чемпионат мира   | 10         | 2         |                |        |        | 3                  |
| 1966 | Чемпионат СССР   | 5          |           | 3              | 5      |        | 2                  |
| 1966 | Кубок СССР       | 3          |           |                |        |        |                    |
| 1967 | Чемпионат Европы | 2          |           | 6              | 4      | 3      | 3                  |
| 1967 | Чемпионат СССР   |            |           | 3              |        | 3      | 3                  |
| 1968 | Чемпионат СССР   | 2          |           | 1              | 2      | 5      | 1                  |
| 1968 | Кубок СССР       | 1          |           |                |        |        |                    |
| 1970 | Чемпионат мира   | 3          | 1         |                | 3      |        | 3                  |
| 1970 | Чемпионат СССР   | 2          |           | 2              | 3      | 3      | 3                  |
| 1970 | Кубок СССР       | 2          |           |                |        |        |                    |

## Награды
- Звание заслуженный мастер спорта СССР (1968).
- Орден «Знак Почёта»